# 301 a.C.

## Eventos
- Último ano ditatorial em Roma, no qual nenhum cônsul foi eleito. Marco Valério Corvo é nomeado ditador e escolhe Marco Emílio Paulo como seu mestre da cavalaria.
- Ptolomeu I do Egipto governa a Palestina.